# Ibieca

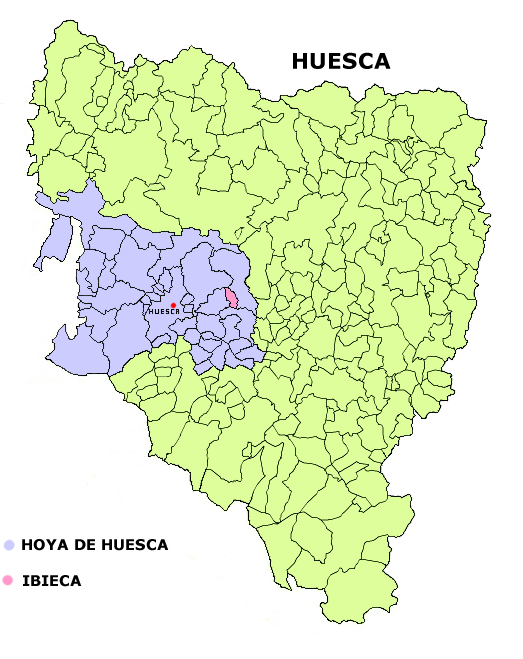
Localização de Ibieca

Ibieca é um município da Espanha na província de Huesca, comunidade autónoma de Aragão, de área 14,95 km² com população de 108 habitantes (2023) e densidade populacional de 7,22 hab/km².

## Demografia
| Variação demográfica do município entre 1991 e 2023 | Variação demográfica do município entre 1991 e 2023 | Variação demográfica do município entre 1991 e 2023 | Variação demográfica do município entre 1991 e 2023 | Variação demográfica do município entre 1991 e 2023 |
| --------------------------------------------------- | --------------------------------------------------- | --------------------------------------------------- | --------------------------------------------------- | --------------------------------------------------- |
| 1991                                                | 1996                                                | 2001                                                | 2004                                                | 2023                                                |
| 114                                                 | 110                                                 | 111                                                 | 117                                                 | 108                                                 |